# 佩舍夫嶺

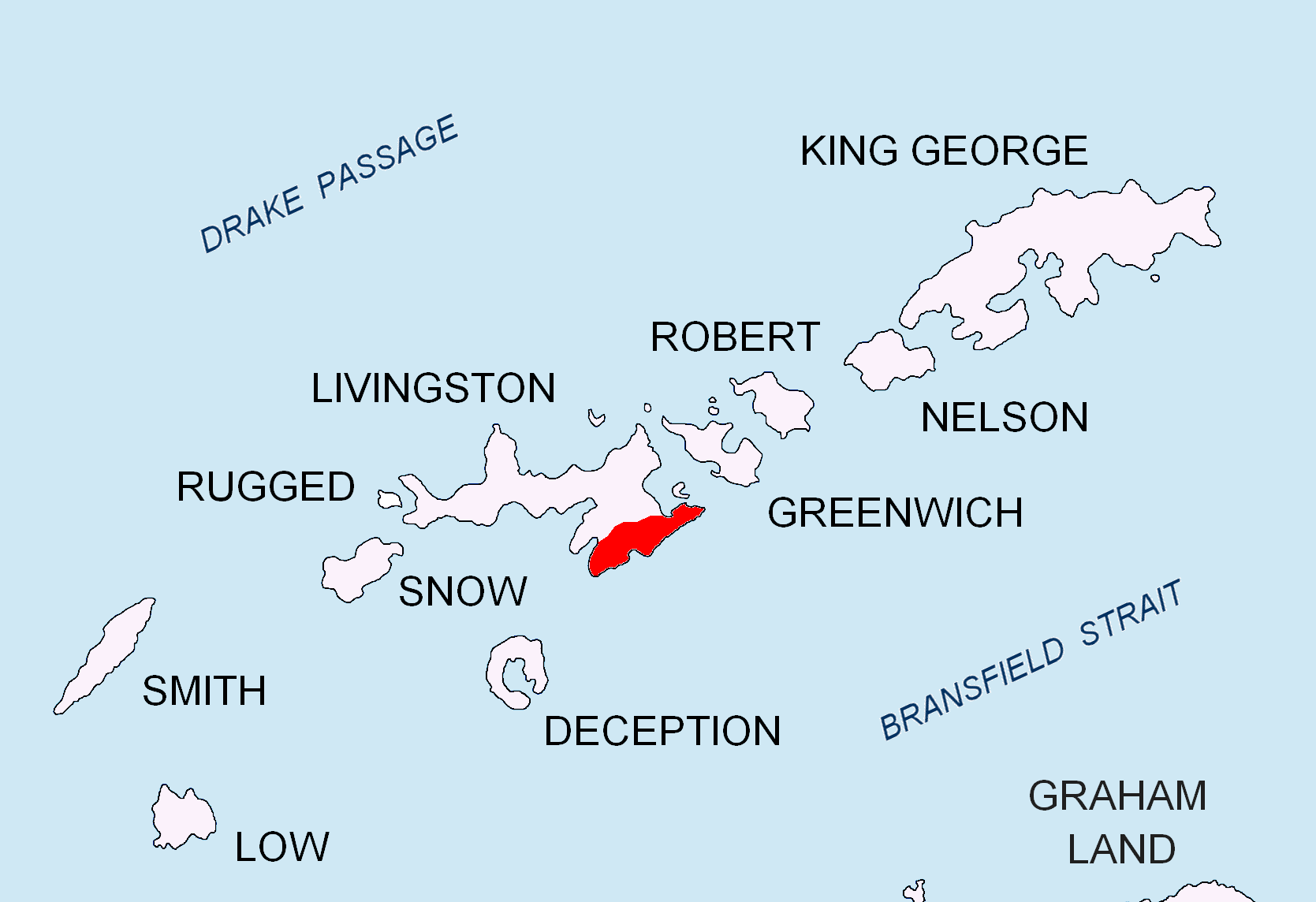

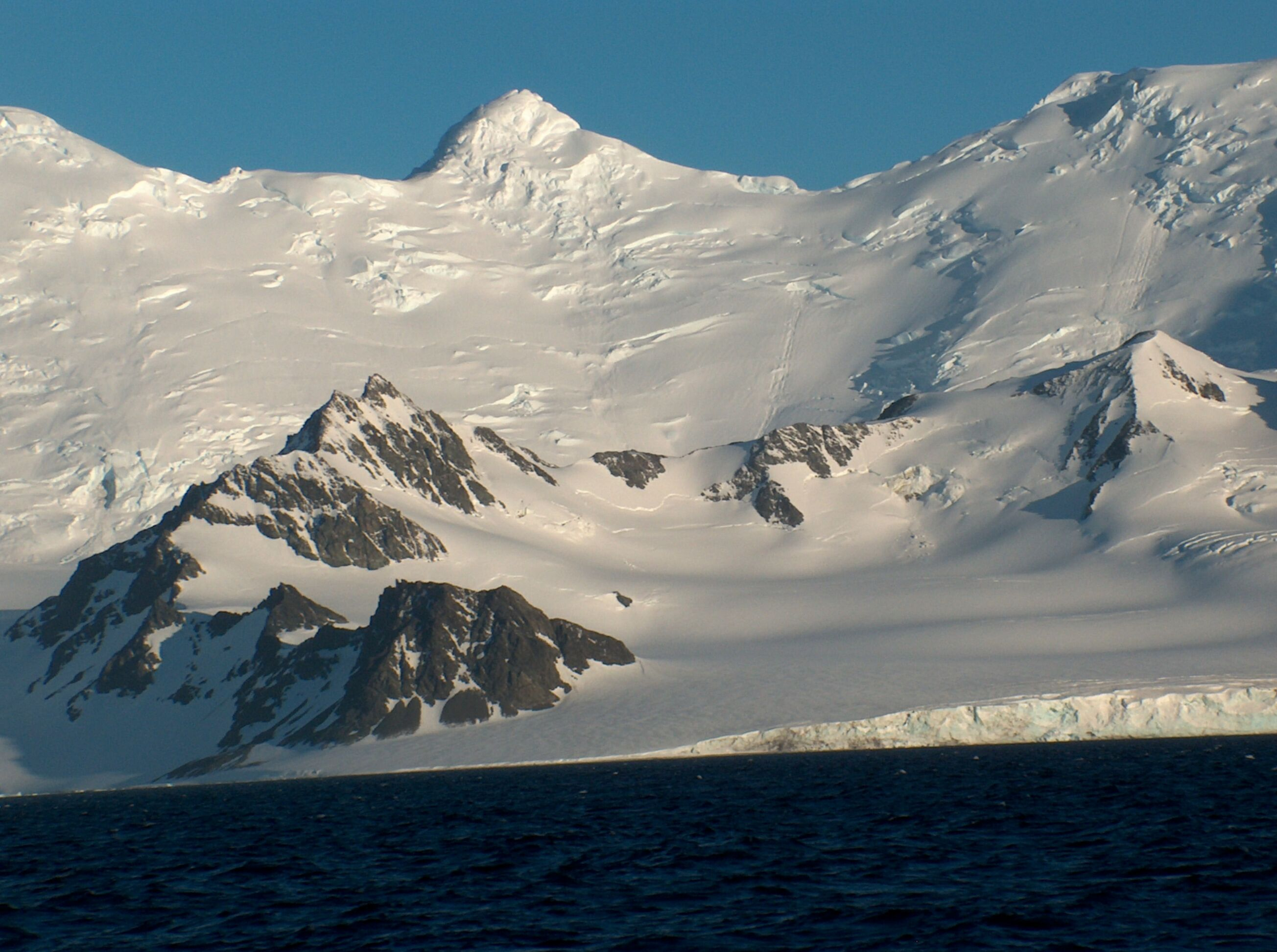

佩舍夫嶺（英語：Peshev Ridge）是南極洲的山嶺，位於南設得蘭群島的利文斯頓島，屬於騰格里山脈的一部分，全長2公里，處於錫米恩峰東南面4.28公里和利亞斯科維茨峰以南4.1公里。

## 外部連結
- SCAR Composite Gazetteer of Antarctica（页面存档备份，存于）.

62°41′57.8″S 60°07′31″W / 62.699389°S 60.12528°W